# 2004 YD5
2004 YD5 ist ein Asteroid vom Apollo-Typ, der am 21. Dezember 2004 entdeckt wurde. Er hat einen Durchmesser von etwa fünf Metern und wurde erst bei seiner erdnahen Passage in einem Abstand von 35.000 Kilometern gesichtet.
Entdeckt wurde 2004 YD5 von Stan Pope von der Universität von Arizona, der durch Bahnberechnungen feststellte, dass die größte Annäherung an die Erde bereits am 19. Dezember unbemerkt stattgefunden hatte.